# کرسیدا کوول
کرسیدا کاول (Cressida Cowell) (زادهٔ ۱۵ آوریل ۱۹۶۶) نویسندهٔ انگلیسی داستان‌های کودکان است که برای مجموعه رمان‌های چگونه اژدهای خود را تربیت کنیم بیشتر شناخته شده‌است، پس از آنکه که دریم‌ورکس انیمیشن رمان‌های او را به انیمیشن تبدیل کرد، جوایز گوناگونی به کاول داده شد. بیش از هفت میلیون نسخه از این رمان‌ها در جهان فروخته شد.